# American Idiot
American Idiot је седми албум и рок опера панк рок групе Грин деј. Албум је објављен 2004. године за издавачку кућу Рипрајз рекордс.

## Списак песама
Све песме су написали Били Џо Армстронг (текстови) и Грин деј (музика), осим ако је назначено другачије.
1. – 2:54
2. – 9:08
  - I.  – 1:50
  - II.  – 1:51
  - III.  – 1:31
  - IV.  – 1:09
  - V.  – 2:38
3. – 3:52
4. – 4:20
5. – 2:42
6. – 2:55
7. – 3:25
8. – 2:00
9. – 3:33
10. – 4:06
11. – 4:45
12. Homecoming – 9:18
  - I. 
  - II. 
  - III.  (Мајк Дирнт/Грин деј)
  - IV.  (Тре Кул/Грин деј)
  - V.
13. – 4:12